# ناوچه کلاس سیرا
ناوچه کلاس سیرا (به انگلیسی: Sierra-class corvette) یک کلاس از کشتی است که طول آن 75m می‌باشد.